# I Can Tell You About Pain
«I Can Tell You About Pain» (с англ. — «Я расскажу тебе о боли») — сингл американской металкор-группы Converge, выпущенный 25 июля 2017 года на 7-дюймовом виниле лейблами Epitaph и Deathwish, с гораздо более длинным треком «Eve» на второй стороне. Режиссёром музыкального клипа на песню «I Can Tell You About Pain» стал Тони Вольски.

## Композиция и стиль
Энди Каш из Spin написал: «Первая — „I Can Tell You About Pain“ — быстрая и грубоватая, заставляющая группу погрузиться в настоящее огнедышащее безумие; вторая — „Eve“ — необычайно мрачная эпопея, которая длится почти восемь минут». Грэм Хартманн из Loudwire охарактеризовал «Eve» как «более экспериментальную часть каталога Converge», заявив: «Сосредоточив внимание на дум- и дроун-характеристиках, Converge расширили масштаб трека так, что он стал по-настоящему вдохновляющим. Продюсирование Курта Баллу, как всегда, на высшем уровне, он создаёт колоссальную звуковую стену для „Eve“, которая остаётся плотной даже в самые спокойные моменты». В Treble Zine написали, что первый трек является «интенсивным, ритмично-отрывистым нойз-роковым произведением», в то время как во втором «есть некоторые общие черты с оклендскими сладж-инноваторами Neurosis, с которыми группа гастролирует этим летом».

## Отзывы критиков
Рэндалл Колберн из Consequence of Sound написал: «„Eve“ контрастирует с „I Can Tell You About Pain“, поскольку в её семи с лишним минутах групповые песнопения и угрожающие синтезаторы сочетаются с грохочущими гитарами и ударной перкуссией, придавая песне жутковатую эпичность». Автор Stereogum Том Брейхан описал «Eve» как «чудовищную эпопею» и заявил следующее: «Обе песни несут наказание совершенно по-разному». Критик Pitchfork Media Саби Рейес-Кулкарни отметила, что стиль исполнения «I Can Tell You About Pain» «почти тяготеет к блэк-металу, придавая песне обманчиво быстрое и грязное звучание». Рейес-Кулкарни далее заявила: «Эта способность переключаться с хирургической точности на тупость и обратно — вот что делает Converge постоянно захватывающим».

### Номинации
| Публикация | Номинация                       | Позиция | Прим. |
| ---------- | ------------------------------- | ------- | ----- |
| Loudwire   | 25 Best Metal Songs of 2017     | 10      | [ 8 ] |
| Spin       | The 25 Best Metal Songs of 2017 | 8       | [ 9 ] |

## Список композиций
Все тексты написаны Джейкобом Бэнноном, вся музыка написана группой Converge.
1. «I Can Tell You About Pain» — 2:24
2. «Eve» — 7:36

## Участники записи
Converge
- Джейкоб Бэннон — вокал, тексты песен
- Курт Баллу — гитара, вокал, бас-гитара, клавишные, продюсирование
- Нейт Ньютон — бас-гитара
- Бен Коллер — ударные, перкуссия